# 송지후
송지후(2005년 1월 8일 ~ )는 KBO 리그 키움 히어로즈에서 뛰고 있는 대한민국의 야구 선수다. 개명 전 이름은 '송진형'이었다.

## 출신 학교
- 여수서초등학교
- 광주수창초등학교
- 광주진흥중학교
- 광주제일고등학교